# Bellendenoideae
Bellendenoideae es una subfamilia perteneciente a la familia Proteaceae que tiene los siguientes tribus y géneros.

## Descripción
Raíces proteoides presentes. Filamentos estaminales libres. Polen triporado. Carpelo cortamente estipitado. Óvulos 2, ortótropos. Fruto seco, bialado, indehiscente. Longitud media de los cromosomas 6,7 μm.
- Tiene un único género: Bellendena R. Br., 1810. Tasmania.